# Laimbach (Amper)
Der Laimbach ist ein 5,57 km langer Bach im Gemeindegebiet von Hohenkammer und Allershausen. Er gehört zum Flusssystem der Isar.
Der Bach entsteht bei Kleinkammerberg, fließt in östlicher Richtung durch den gleichnamigen Ort nach Laimbach.
Im Ampertal macht er einen Knick nach Norden, unterquert die Bundesautobahn 9. Als weitgehend trockener Graben mündet er
in den Allershausener Weiher unweit der Amper.